# Gare de Duttlenheim
La gare de Duttlenheim - Ernolsheim-Bruche, usuellement appelée gare de Duttlenheim, est une gare ferroviaire française de la ligne de Strasbourg-Ville à Saint-Dié, située au lieu-dit « gare de Duttlenheim » sur le territoire de la commune de Dachstein, à proximité de Duttlenheim et d'Ernolsheim-Bruche, dans la collectivité européenne d'Alsace, en région Grand Est. Elle dessert le parc d'activités économiques de la plaine de la Bruche.
Elle est mise en service en 1864 par la Compagnie des chemins de fer de l'Est. 
C'est une halte voyageurs de la Société nationale des chemins de fer français (SNCF) du réseau TER Grand Est, desservie par des trains express régionaux.

## Situation ferroviaire
Établie à 161 mètres d'altitude, la gare de Duttlenheim est située au point kilométrique (PK) 13,860 de la ligne de Strasbourg-Ville à Saint-Dié entre les gares de Duppigheim et de Dachstein.

## Histoire
La station de « Duttlenheim - Ernolsheim » est mise en service le 28 septembre 1864. par la Compagnie des chemins de fer de l'Est lorsqu'elle ouvre à l'exploitation le chemin de fer vicinal n°1 bis de Strasbourg à Barr.
Dans les années 2000 la fréquentation de la gare est en augmentation. Elle progresse de 415 voyageurs par jour de semaine en 2004 à 488 en 2008. Ce sont principalement des abonnés du travail (74 %) mais aussi des étudiants et des scolaires (16 %) et des voyageurs occasionnels (10 %). La desserte, depuis 2008, est de 42 trains quotidiens sur la relation Strasbourg - Duttlenheim, à raison d'un train par demi-heures en heure de pointe et un par heure au périodes normales.
Le 14 novembre 2009, les travaux d'aménagements de la gare et de son environnement sont inaugurés par André Reichardt, président du Conseil régional d'Alsace, Guy-Dominique Kennel, représentant du Conseil général du Bas-Rhin, Michel Loth, directeur régional de la SNCF et le maire Jean-Luc Ruch qui les a accueillis à l'arrivée du train régulier. Après avoir coupé le ruban des nouvelles installations et écoutés les prises de parole, les autorités ont été à un cocktail déjeuner au restaurant Belle-Vue. Dans le cadre du programme d'aménagement des gares de la région Alsace, les travaux réalisés sont notamment : l'aménagement d'un parking de 29 places (dont une pour les personnes à la mobilité réduite) pour les véhicules, la réalisation d'un parvis-piéton et quai-bus pour un accès direct aux quais, la réalisation d'un emplacement dépose minute, la construction d'un abri sécurisé pour les deux roues (23 places dont 18 sécurisées), la création d'un espace d'attente et la rénovation du quai extérieur, et des aménagements paysagers. Le coût global est de 360 944 euros réparti entre : la région Alsace 53,5 %, la commune de Dorlisheim 35 %, la SNCF 10 % et RFF 1,5%.
En 2014, c'est une gare voyageurs d'intérêt régional (catégorie B : la fréquentation est supérieure ou égale à 100 000 voyageurs par an de 2010 à 2011), qui dispose de deux quais et deux abris.

## Fréquentation
De 2015 à 2024, selon les estimations de la SNCF, la fréquentation annuelle de la gare s'élève aux nombres indiqués dans le tableau ci-dessous.
| Année                      | 2015    | 2016    | 2017    | 2018    | 2019    | 2020    | 2021    | 2022    | 2023    | 2024    |
| -------------------------- | ------- | ------- | ------- | ------- | ------- | ------- | ------- | ------- | ------- | ------- |
| Voyageurs                  | 162 140 | 161 498 | 163 739 | 164 186 | 185 177 | 122 028 | 134 801 | 158 982 | 169 340 | 197 358 |
| Voyageurs et non voyageurs | 202 676 | 201 873 | 204 673 | 205 233 | 231 471 | 152 535 | 168 502 | 198 728 | 212 425 | 246 697 |

## Service des voyageurs

### Accueil
Halte SNCF, c'est un point d'arrêt non géré (PANG) à accès libre. Elle est équipée d'automates pour l'achat de titres de transport, elle dispose de deux quais avec abris.
La traversée des voies s'effectue par le passage à niveau.

### Desserte
Duttlenheim est une halte voyageurs SNCF du réseau TER Grand Est desservie par des trains express régionaux de la relation Strasbourg - Entzheim-Aéroport - Molsheim (ligne 18).
Elle se situe également sur les lignes Strasbourg – Obernai – Barr – Sélestat et Strasbourg – Saales – Saint-Dié-des-Vosges. 

### Intermodalité
Un parc pour les vélos et un parking pour les véhicules y sont aménagés.

## Service du fret
La gare de Duttlenheim est ouverte au service du fret pour les trains entiers. Elle dessert l’installation terminale embranchée de Lohr.

## Patrimoine ferroviaire
Le bâtiment voyageurs, de forme complexe, arbore côté voies une façade de quatre travées interrompue par deux pilastres de pierre avec un pignon positionné au-dessus des deux travées de droite ; côté rue, l'aile de droite (comptant deux travées) et l'avancée à fenêtres décalées coiffée d'un pignon sont plus larges que l'aile de droite, longue d'une travée, qui se termine par un pignon perpendiculaire. Le bâtiment, qui pourrait avoir fait l'objet d'agrandissements, présentait déjà un tel aspect en 1919.